# Sowiecka Administracja Wojskowa w Niemczech

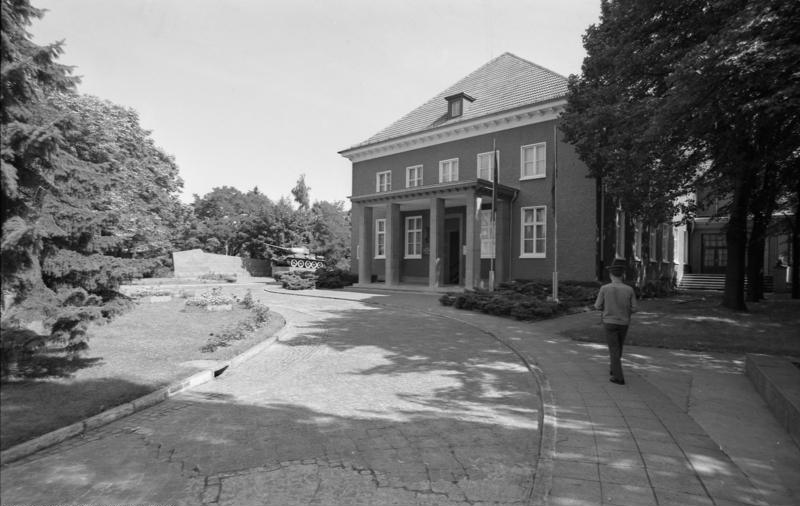
Komendantura Radzieckiej Administracji Wojskowej w Niemczech w berlińskiej dzielnicy Karlshorst

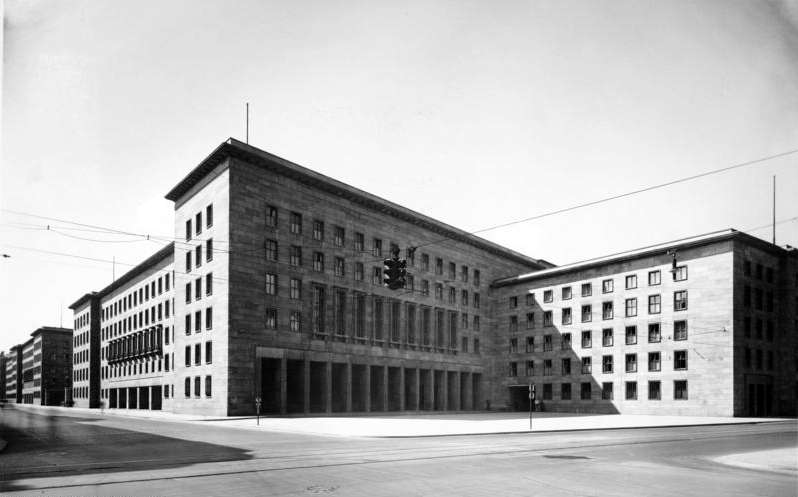
ówczesna siedziba Ministerstwa Lotnictwa Rzeszy przy Wilhelmstraße/Leipziger Straße (1938), następnie Radzieckiej Administracji Wojskowej w Niemczech (1945-)

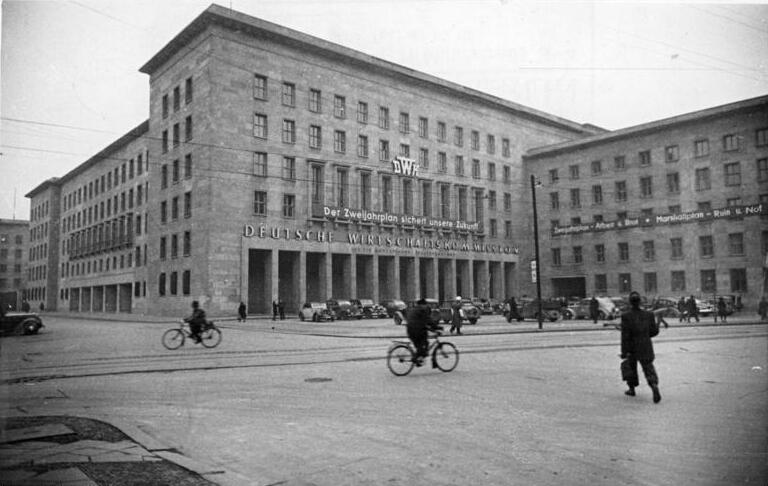
Budynek przy Leipziger Straße 7, ówczesna siedziba Niemieckiej Komisji Gospodarczej (1949)

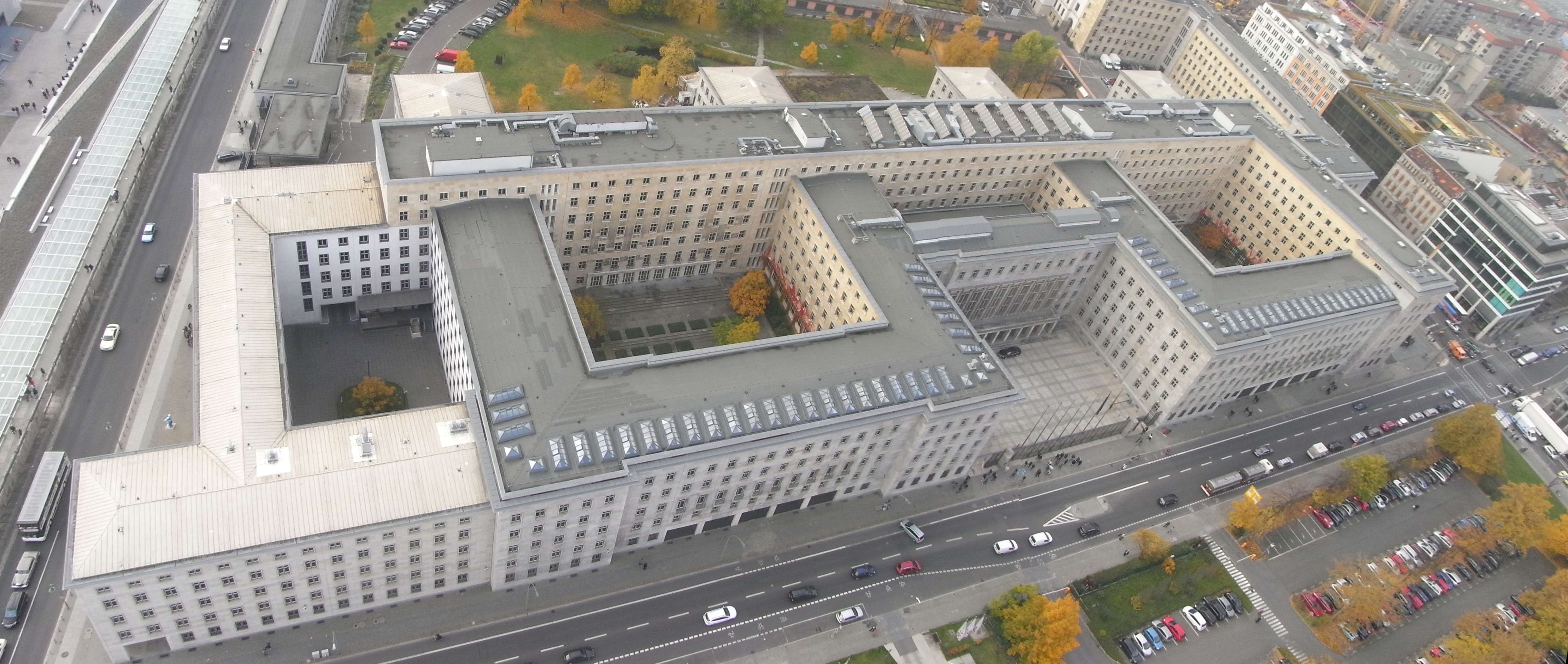
Kompleks budynków Administracji; współczesne zdjęcie lotnicze

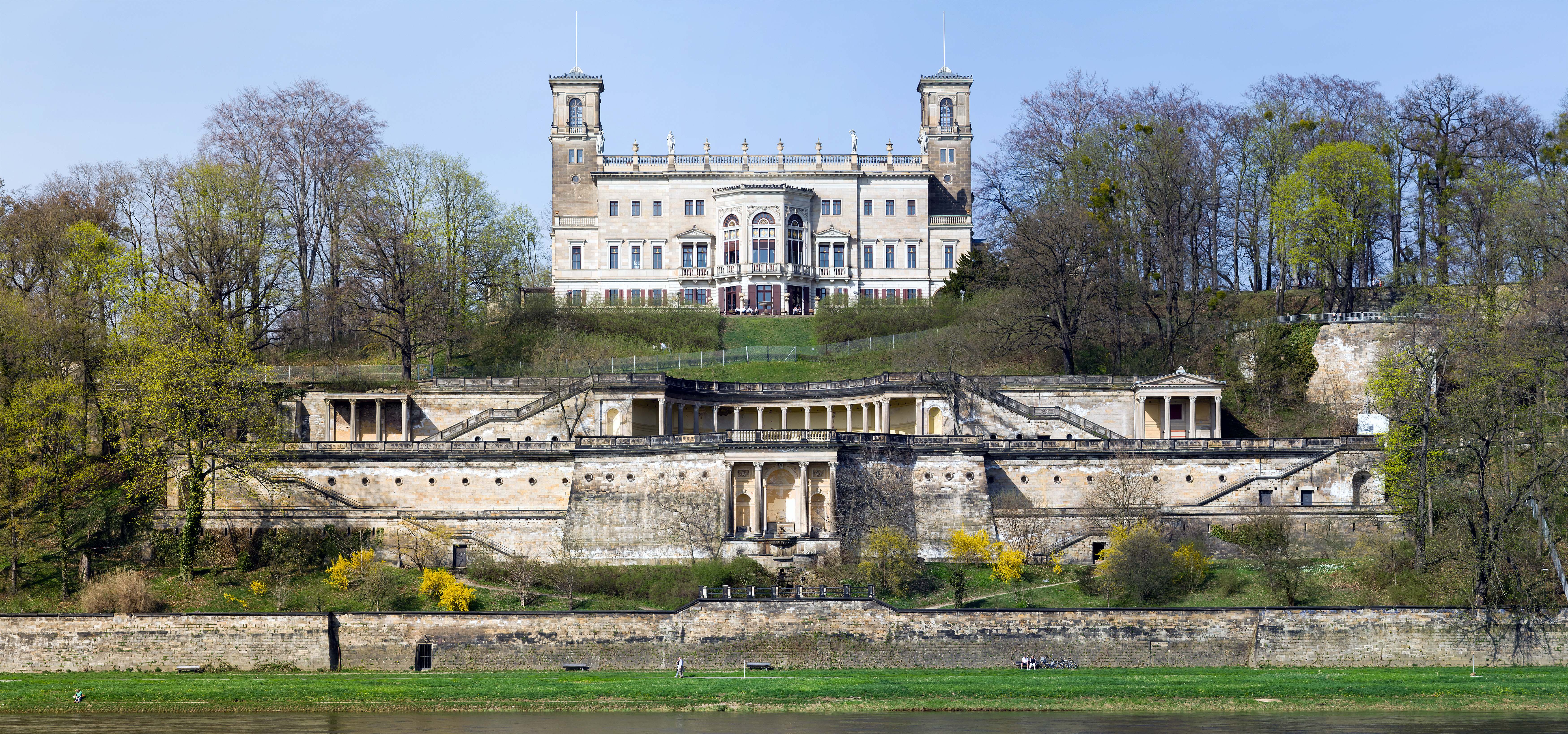
Komendantura Radziecka w Saksonii na zamku Albrechtsberg w Dreźnie, widok od strony Łaby

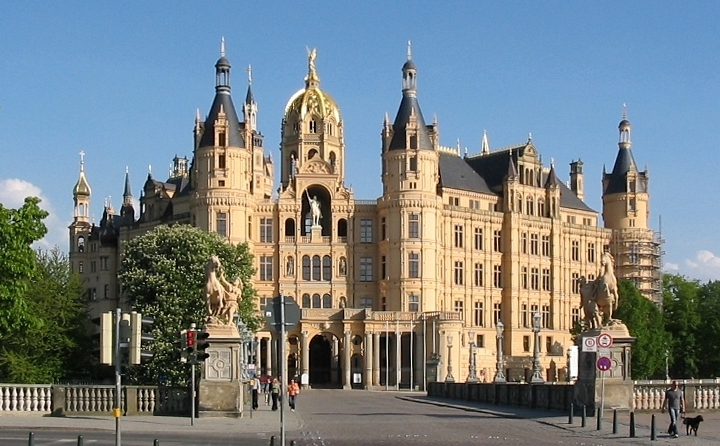
Komendantura Radziecka w Meklemburgii na zamku Schwerin w Schwerinie

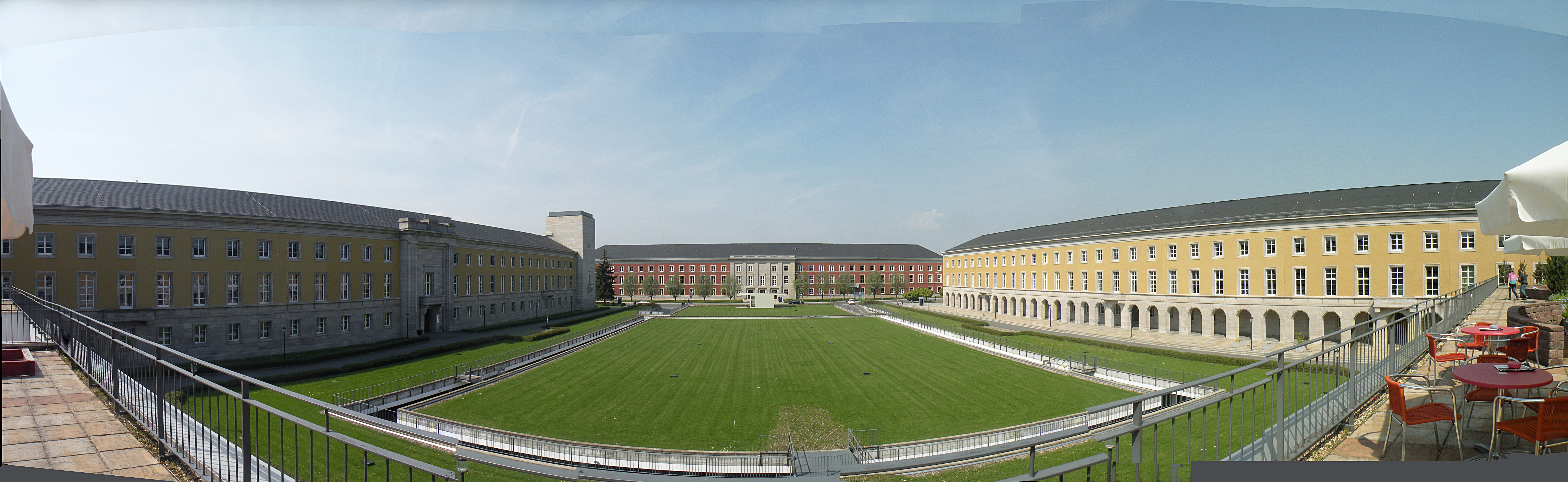
Komendantura Radziecka w Turyngii w kompleksie Gauforum w Weimarze; widok Atrium

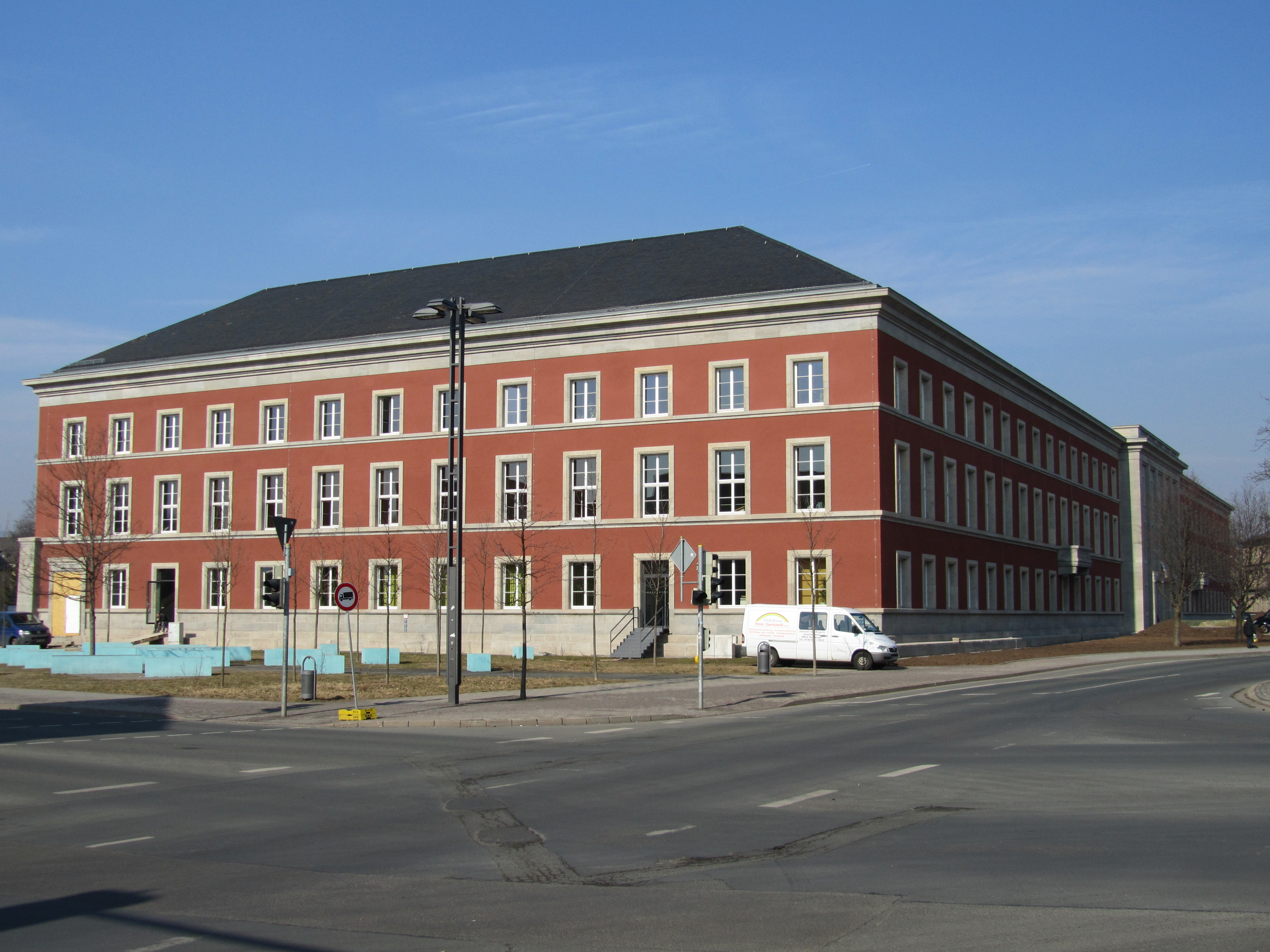
Komendantura Radziecka w Turyngii w kompleksie Gauforum w Weimarze

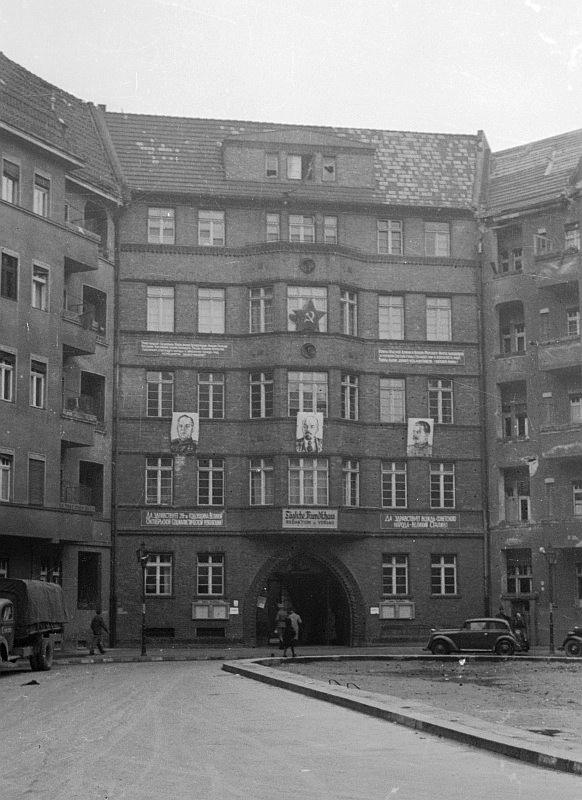
Redakcja Täglichen Rundschau w Berlin-Prenzlauer Berg przy Göhrener Straße

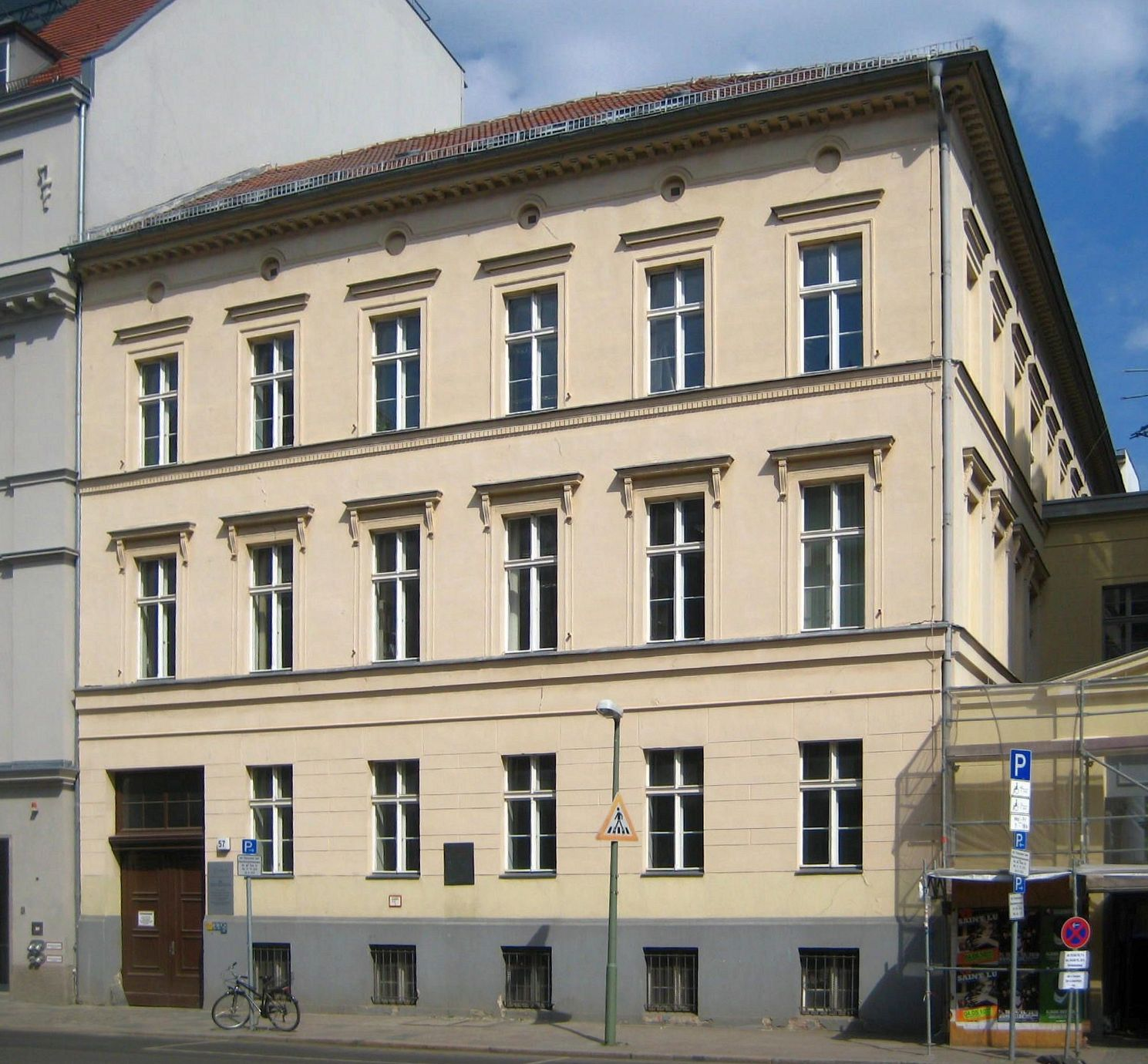
Siedziba Radzieckiej Komendantury w Berlinie przy Luisenstrasse 57

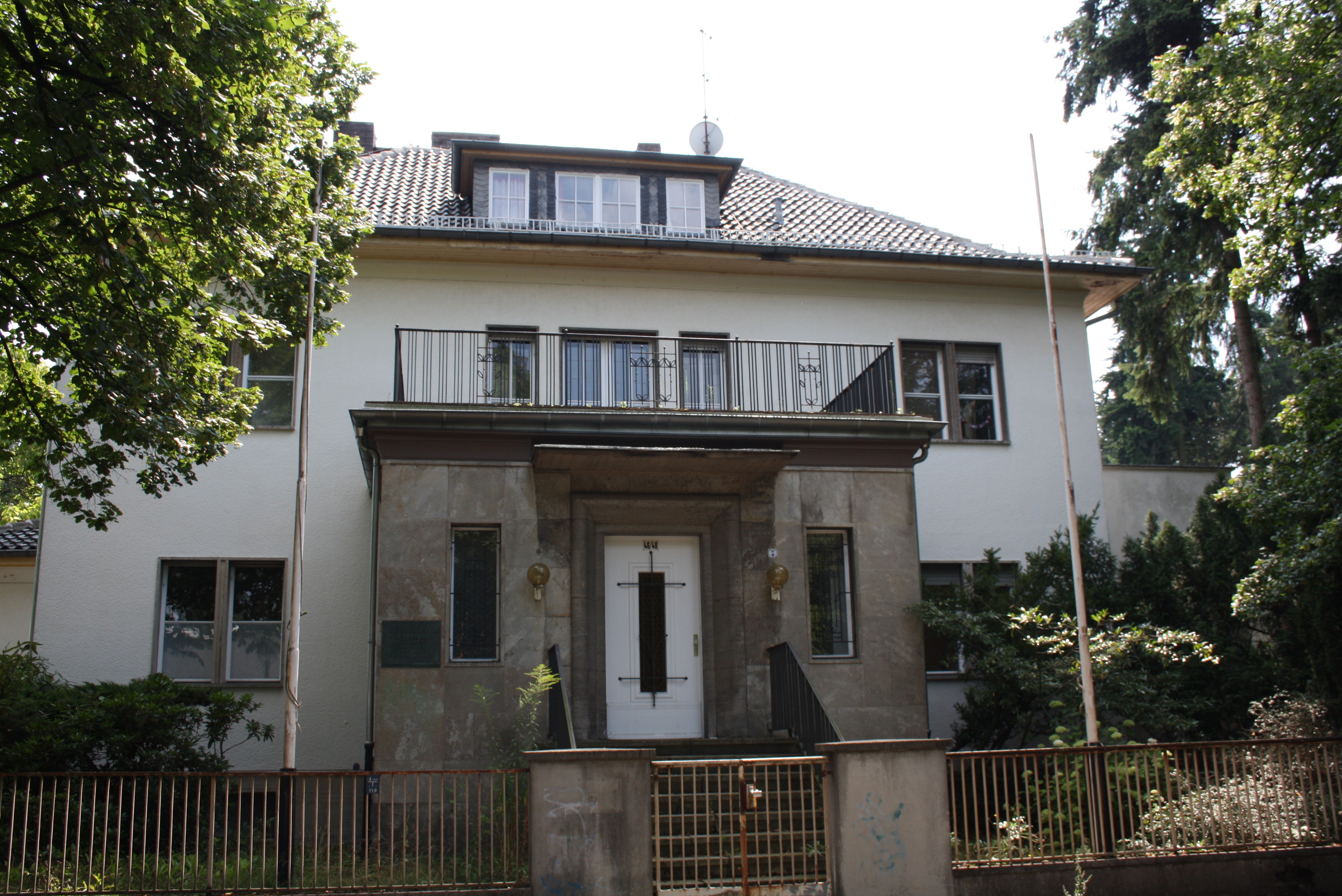
Willa przy Majakowskiring 46-48 – rezydencja b. komendanta radzieckiej strefy okupacyjnej Berlina, następnie pierwszego premiera NRD

Sowiecka Administracja Wojskowa w Niemczech (również Radziecka Administracja Wojskowa w Niemczech, niem. Sowjetische Militäradministration in Deutschland – SMAD, ros. Советская военная администрация в Германии – СВАГ) – administracja wojskowa ZSRR, która przejęła najwyższą władzę wykonawczą w sowieckiej strefie okupacyjnej, do czasu utworzenia w październiku 1949 Niemieckiej Republiki Demokratycznej.
Administracja wyrosła ze struktur frontowych – 1 Frontu Białoruskiego, 2 Frontu Białoruskiego i 1 Frontu Ukraińskiego oraz Grupy Wojsk Radzieckich w Niemczech.
Po części jej zadania przejęła Radziecka Komisja Kontroli w Niemczech (Sowjetische Kontrollkommission – SKK, Советская контрольная комиссия в Германии) (1949-1953), a następnie aparat Wysokiego Komisarza ZSRR w Niemczech (Hoher Kommissar der UdSSR in Deutschland, Верховный комиссар СССР в Германии) (1953-1955).
W 1947 r. powołano Niemiecką Komisję Gospodarczą (Deutsche Wirtschaftskommission, Немецкая/Германская экономическая комиссия) niemiecką strukturę wykonawczą, która funkcjonowała do chwili utworzenia w 1949 r. NRD.

## Struktura centralna w 1945 r.
- Sztab (Штаб), Berlin-Karlshorst przy Zwieseler Straße
- Zarząd Komendantury (Управление комендантской службы), Berlin-Karlshorst
- Oddział Wojskowy (Военный отдел)
- Oddział Marynarki Wojennej (Военно-морской отдел)
- Oddział Lotnictwa Wojskowego (Военно-воздушный отдел)
- Oddział Polityczny (Политический отдел)
- Oddział Przemysłu (Промышленный отдел)
- Oddział Rolnictwa (Сельскохозяйственный отдел)
- Oddział Handlu i Zaopatrzenia (Отдел торговли и снабжения)
- Oddział Transportu (Транспортный отдел), Berlin-Karlshorst przy Gundelfinger Straße 38 (1945-1946), w Wendenschloß (1946-1949), oraz ponownie w Berlin-Karlshorst przy Treskowallee (1949-)
- Oddział Paliw (Отдел топлива), Berlin-Karlshorst przy Treskowallee 44
- Oddział Finansów (Финансовый отдел)
- Oddział Łączności (Отдел связи), Berlin-Karlshorst
- Oddział Spraw Wewnętrznych (Отдел внутренних дел), Berlin-Karlshorst przy 2 linia 40
- Oddział Edukacji (Отдел народного образования), Berlin-Karlshorst
- Oddział Ochrony Zdrowia (Отдел здравоохранения), Berlin-Karlshorst
- Oddział Prawny (Правовой отдел), Berlin-Karlshorst
- Oddział Zatrudnienia (Отдел рабочей силы)
- Oddział ds Repatriacji (Отдел по репатриации), Poczdam (1945-1947), Berlin-Karlshorst (1947-1949)
- Oddział ds Reparacji i Zaopatrzenia (Отдел по репарациям и поставкам)
- Wojentorg (centrala zaopatrzenia kadry)

Struktura Administracji miała charakter aparatu centralnego. Łącznie jej stan osobowy wynosił 28 204 osoby (1945), 63 897 (1946) itd. Struktury ulegały zmianom, np. powołano:
- Wydawnictwo SWAG,
- Biuro Informacji, Berlin przy Lindenstraße (1945), następnie w Berlin-Weißensee przy Parkstrasse 15,
- Redakcję gazety „Tägliche Rundschau”, początkowo w Berlinie-Kopenick w „Villa Karolinenhof”, w Berlinie-Prenzlauer Berg, przy Göhrener Straße 11 (1945-), ostatnio w Berlinie-Friedrichshain,
- Rozgłośnię Radiową,
- Szkołę Antyfaszystowską, Rüdersdorf oraz w Königs Wusterhausen,
- Biuro Hydro-Meteorologiczne, Poczdam
- Oddział Handlu Zagranicznego,
- Oddział Gospodarki,
- Oddział Statystyki,
- Oddział Propagandy, Berlin-Karlshorst, następnie w Berlinie-Lichtenberg przy Normannenstraße 22
- Oddział Państwowego Banku ZSRR – Gosbanku (Государственный банк СССР),
- Centralny Klub, Berlin-Karlshorst przy Treskowallee
- sądy wojskowe,
- prokuratury.

Był to proces organizacji radzieckich struktur zarządzania państwem w Radzieckiej Strefie Okupacyjnej. Powołano też m.in.:
- Zarząd Radzieckich Towarzystw Akcyjnych w Niemczech, Berlin-Weißensee, Berliner Allee 107-110 (1946-)[2],
- Zarząd Przemysłu Lekkiego,
- Zarząd Górnictwa i Przemysłu Metalurgicznego, Berlin-Karlshorst przy Treskowallee 44 (1948-1949),
- Zarząd Administracji Obywatelskiej, Berlin-Karlshorst
- Zarząd Przedsiębiorstw Handlowo-Komunalnych,
- Zarząd badań naukowych i technologii w Niemczech,
- szereg oddziałów poszczególnych radzieckich resortów i centralnych podmiotów gospodarczych.

2 września 1948 centralny aparat Administracji składał się z 69 zarządów i oddziałów, w której było zatrudnionych 8618 oficerów i cywilnych specjalistów. Niektóre z nich mieściły się pod innymi adresami. Cały szereg przedstawicielstw różnych resortów lub instytucji pozostawało poza strukturami Radzieckiej Administracji Wojskowej w Niemczech.

## Struktura terenowa
Posiadała też struktury terenowe – komendantury (Управление Советской военной администрации) w:
- Turyngii (SMATh), w Jenie, od 11 lipca 1945 w Weimarze przy Kurtstraße oraz w Gauforum przy Karl-Marx-Platz (ob. Weimarplatz).
- Saksonii, w Dreźnie na zamku Albrechtsberg przy Bautzner straße 130 oraz na zamkach Lingner oraz Eckberg; od 1946 w Dreźnie przy Nordallee 5
- Saksonii-Anhalt, w Halle przy Luisenstraße
- Meklemburgii, na zamku Schwerin w Schwerinie (1945-1947)
- Brandenburgii, w Poczdamie przy Neue Königstraße 74
- i radzieckiej strefie okupacyjnej Berlina (Управление военного коменданта Советского сектора оккупации Берлина), przy Luisenstrasse 57, z rezydencją przy Majakowskiring 46/48 (1946-1949).

oraz niższego szczebla w poszczególnych miastach (w listopadzie 1945 – 652 komendantury).

## Komendanci
- 1945–1946 – marszałek Gieorgij Żukow
- 1946–1949 – marszałek Wasilij Sokołowski

## Siedziba
Siedziba mieściła się w berlińskiej dzielnicy Karlshorst przy Zwieseler Strasse 4 i Treskowallee (ob. Hermann-Duncker-Strasse). Większość komórek organizacyjnych, zwłaszcza gospodarczych, pomieszczono w kompleksie budynków z 1935 b. Ministerstwa Lotnictwa Rzeszy (Reichsluftfahrtministeriums) przy Wilhelmstraße 97 / Leipziger Straße 5–7. Następnie kompleks zajmowała Niemiecka Komisja Gospodarcza, Państwowa Komisja Planowania NRD (Staatliche Plankommission) oraz 9 resortów gospodarczych NRD (1986), Urząd Powierniczy (Treuhandanstalt) (1990-), obecnie Federalne Ministerstwo Finansów (Bundesministeriums der Finanzen).